# Pippo Russo
Pippo Russo (Agrigento, 4 ottobre 1965) è un sociologo, saggista e giornalista italiano.

## Biografia
È docente a contratto di sociologia all'Università degli Studi di Firenze. Scrive per Domani, Calciomercato.com, Corriere dello Sport, Men on Wheels e Panenka (Spagna). Ha collaborato con Il manifesto, la Repubblica, Lettera43, Il Riformista, Il Fatto Quotidiano, Pubblico, il Corriere della Sera, Il Messaggero, l'Unità, Panorama, Bancada (Portogallo), Satisfiction.. Tiene sulla piattaforma Wordpress il blog "Cercando Oblivia".

## Pubblicazioni
- Nicola Porro e Pippo Russo, Berlusconi and Other Matters: the Era of Football-Politics in Journal of Modern Italian Studies, Volume 5, n. 3, gennaio 2001
- Pippo Russo e Annick Magnier, Sociologia dei sistemi urbani, Il Mulino, 2002, ISBN 88-15-08868-7
- Pallonate. Tic, eccessi e strafalcioni del giornalismo sportivo italiano, Meltemi Editore, 2003, ISBN 88-8353-260-0
- Sport e società, Carocci Editore, 2004, ISBN 88-430-2998-3
- L'invasione dell'Ultracalcio. Anatomia di uno sport mutante, Ombre Corte, 2005, ISBN 88-87009-64-3
- Il mio nome è Nedo Ludi, Baldini Castoldi Dalai editore, 2006, ISBN 88-8490-859-0
- Memo, Baldini Castoldi Dalai editore, 2008, ISBN 88-6073-118-6
- La memoria di pesci, Cult Editore, 2010, ISBN 978-88-6392-047-5
- Siculospirina. 45 compresse di purissimo sicilianismo, 2010, Dario Flaccovio Editore, ISBN 978-88-7758-924-8
- Isabella Croce, Paolo Piani e Pippo Russo, Tempi supplementari. Le problematiche del dopo carriera per i calciatori professionisti italiani, Franco Angeli, 2011, ISBN 978-88-568-3526-7
- Vite in bilico. Venti storie (più una), prefazione di Susanna Camusso, postfazione di Enrico Rossi, Firenze Leonardo, 2012, ISBN 978-88-6800-001-1
- La tribù e il talento. Traiettorie della cittadinanza nell'epoca della globalizzazione, Ed,it, 2012, ISBN 978-88-97826-18-7
- L'importo della ferita e altre storie. Frasi veramente scritte dagli autori italiani contemporanei. Faletti, Moccia, Volo, Pupo e altri casi della narrativa di oggi, Clichy, 2013, ISBN 978-88-6799-027-6
- Gol di rapina. Il lato oscuro del calcio globale. Oligarchi, agenti monopolisti, fondi d'investimento: come l'economia parallela sta divorando l'ex gioco più bello del mondo, Clichy, 2014, ISBN 978-88-6799-111-2
- Il tempo nuovo (?) di Matteo Renzi. I cento giorni della fiduciosa speranza dalla vittoria delle primarie alla guida del Paese, Imprimatur editore, 2014, ISBN 978-88-6830-110-1
- Moana Pozzi La santa peccatrice', Clichy, 2015, ISBN 978-88-6799-189-1
- Socrates l'irregolare del pallone, Clichy, 2016, ISBN 978-88-6799-246-1
- M. l'orgia del potere. Controstoria di Jorge Mendes, il padrone del calcio globale, Clichy, 2016, ISBN 978-88-6799-277-5
- Il fucile e la macchina da cucire. Per una storia sociale della cooperazione al consumo, Editpress, 2017, ISBN 978-88-97826-63-7
- Nedo Ludi, Clichy, 2017, ISBN 978-88-6799-404-5
- Filippide al pit stop. Performance e spettacolo nello sport postmoderno, Editpress, 2017, ISBN 978-8897826-70-5
- Christian Ruggiero e Pippo Russo (a cura di), Il calcio in tv. Storia, formati, ibridazioni, Lupetti, 2017, ISBN 9788868741921
- Il primo sesso. Della superiorità estetica e morale della Milf, Clichy, 2018 ISBN 978-88-6799-471-7
- Soldi e Pallone. Come è cambiato il calciomercato.  Meltemi, 2018, ISBN 978-88-8353-824-7
- Pietro Mennea. Più veloce del vento, Clichy, 2019, ISBN 978-88-6799-606-3
- Calcio e cultura dello stupro. Il caso Ched Evans, Meltemi, 2020, ISBN 978-88-5519-184-5
- Il mondo degli esports. Attori, processi, regole e mercati (con Barbara Mazza e Christian Ruggiero, a cura di), Editpress, 2021, ISBN 9788897826873
- Stadi di alterazione. Gli impianti sportivi di nuova generazione nel mutamento dei sistemi urbani, Editpress, 2021, ISBN 9788897826927
- Nick Drake. Il ragazzo sotto la quercia, Clichy, 2021, ISBN 9788867998043
- I nuovi agrari. Un ceto nascente fra cittadinanza e globalizzazione, Passigli Editori, 2021, ISBN 9788836819201
- Smart Working Class. Ricerca sull'impatto del lavoro a distanza nel settore bancario in Toscana, Editpress, 2021